# Lemophagus foersteri
Lemophagus foersteri là một loài tò vò trong họ Ichneumonidae.